# 约翰·德维斯特

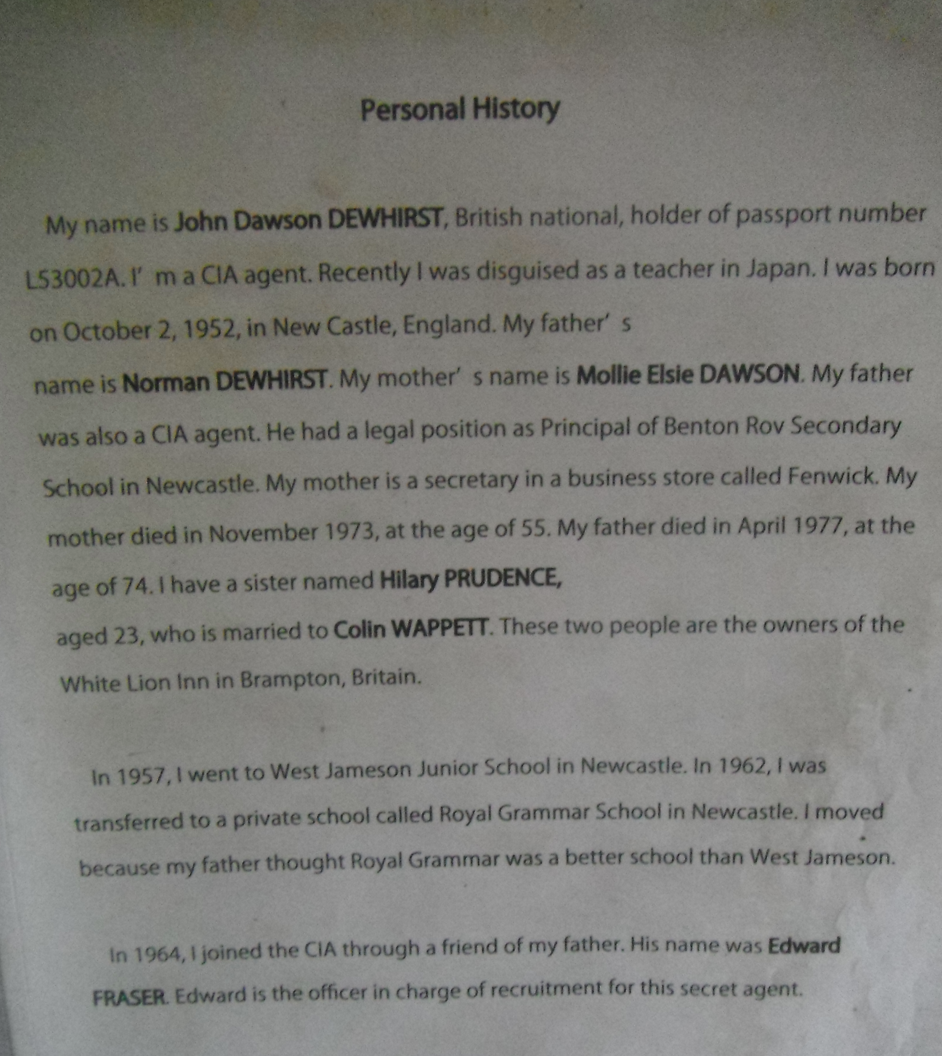
约翰·德维斯特的供词资料

约翰·道森·德维斯特（英語：John Dawson Dewhirst，1952年10月2日—1978年？），英国教师、业余游艇手。
出生在英国的泰恩河畔纽卡斯尔，父亲是一名校长，母亲经营一家古董店。1963年，一家人迁徙到坎布里亚郡，德维斯特在那里长大。他是一名体育爱好者，热爱户外运动。他从罗浮堡大学毕业后，前往日本，成为一名英语教师。
1978年7月的一天，德维斯特从日本回英国，途中顺路来到马来西亚的瓜拉丁加奴拜访朋友。在那里他遇到了加拿大人斯图亚特·罗伯特·格拉斯和新西兰人克里·乔治·哈米尔（Kerry George Hamill），与他们共度了几个星期或一个月。随后乘坐“狐媚女士”号（Foxy Lady）离开瓜拉丁加奴驶向曼谷。由于不明原因，该船驶入了柬埔寨水域，于1978年8月13日在通岛附近被柬埔寨革命军164师的一艘巡逻舰俘虏。格罗斯可能参加走私，之前已在曼谷购买了大麻。德维斯特是否参与走私不明，但他在瓜拉丁加奴的朋友提及德维斯特计划参加一次冒险。此后他们的下落不明。
1979年，越南人民军入侵柬埔寨，推翻红色高棉政权。越南人在金边S-21监狱发现了九名失踪的西方游艇手（包括四名美国人、两名澳大利亚人、德维斯特、哈米尔）的档案，以及他们的入监照和供词。根据档案得知，格罗斯在被捕时遭到枪杀，德维斯特和哈米尔被红色高棉军队带上岸，用卡车送往金边。他们在S-21监狱受到酷刑审问，德维斯特和哈米尔于1978年9月3日至10月13日期间都承认了自己是美国中央情报局的特工，并在供词上签字。随后他们被处决。S-21监狱负责人康克由根据上级命令，将他们的尸体焚毁。